# 93 Dywizja Piechoty (III Rzesza)
93 Dywizja Piechoty (niem. 93. Infanterie-Division) – niemiecka dywizja z czasów II wojny światowej, sformowana na mocy rozkazu z 17 września 1939], w 5. fali mobilizacyjnej na poligonie Jütterborg w III. Okręgu Wojskowym.

W sierpniu 1942, 271 pułk piechoty otrzymał tytuł „Feldherrnhalle”, który był wyróżnieniem za kampanię francuską i rosyjską.

## Struktura organizacyjna
- Struktura organizacyjna we wrześniu 1939:

270., 271. i 272. pułk piechoty, 193. pułk artylerii, 193. batalion pionierów, 193. oddział rozpoznawczy, 193. oddział przeciwpancerny, 193. oddział łączności, 193. polowy batalion zapasowy;
- Struktura organizacyjna we wrześniu 1944:

270., 272. i 273. pułk grenadierów, 193. pułk artylerii, 193. batalion pionierów, 93. batalion fizylierów, 193. oddział przeciwpancerny, 193. oddział łączności, 193. polowy batalion zapasowy;

## Dowódcy dywizji
- Generalleutnant Otto Tiemann 17 IX 1939 – 1 V 1943
- Generalleutnant Gottfried Weber 1 V 1943 – 21 V 1943
- General Otto Tiemann 21 V 1943 – IX 1943
- General Horst von Mellenthin IX 1943 – 1 X 1943
- Generalleutnant Karl Löwrick 1 X 1943 – 20 VI 1944
- Generalleutnant Erich Hofmann 20 VI 1944 – 27 VII 1944